# Antiviral (pel·lícula de 2012)
Antiviral és una pel·lícula de terror de ciència-ficció del 2012 escrita i dirigida per Brandon Cronenberg. La pel·lícula va competir a la secció Un Certain Regard del 65è Festival Internacional de Cinema de Canes. Cronenberg va reeditar la pel·lícula després del festival retallant gairebé sis minuts del metratge. La pel·lícula revisada es va mostrar per primera vegada al Festival Internacional de Cinema de Toronto de 2012 i va ser covencedora, juntament amb Blackbird de Jason Buxton, del premi Best Canadian First Feature Film.

## Argument
Syd March és empleat de la prestigiosa Clínica Lucas, una empresa que compra virus i altres patògens de celebritats que emmalalteixen per a injectar-los als clients que desitgen una connexió amb les celebritats. En particular, els patògens subministrats per l'exclusiva celebritat de la Clínica Lucas, Hannah Geist, són extremadament populars, i un altre empleat de la clínica, Derek Lessing, és responsable de recollir-los directament de Hannah.
Per a guanyar uns diners extra, Syd utilitza el seu propi cos com a incubadora, roba patògens del laboratori i els ven al mercat negre. Per a fer-ho utilitza una consola robada per a trencar la protecció anticòpia de la clínica car un cop injectat en un client el patogen es torna intransferible. Syd ven els patògens a Arvid, que treballa a Astral Bodies, una carnisseria on la carn es cultiva a partir de cèl·lules mare de celebritats per al consum humà.
Després que Derek sigui enxampat fent contraban i arrestat, Lucas li demana a Syd que ocupi el seu lloc i reculli mostres d'un patogen de Hannah. Un cop li pren una mostra de sang, Syd se l'injecta ràpidament. Experimenta els primers símptomes, febre, desorientació i ha d'abandonar el seu lloc de treball. Els seus intents d'eliminar la protecció anticòpia del virus fracassen i la consola es destrueix durant el procés.
Quan l'endemà Syd es desperta d'un deliri sever, descobreix que Hannah ha mort a causa d'una malaltia desconeguda i que tots els productes que se'n comercialitzen són més cotitzats que mai. Desesperat per arreglar la seva consola, s'acosta a Arvid, que organitza una reunió amb Levine, el líder del grup de pirateria. Levine ofereix arreglar la consola a canvi de mostres de sang de Syd, però Syd s'hi nega. Levine el colpeja i a la força pren mostres de Syd, ja que el patogen que va matar Hannah té una gran demanda al mercat negre i no és legal distribuir patògens letals.
L'endemà, dos homes s'acosten a un Syd greument malalt i el porten a un lloc secret on Hannah encara és viva. Syd s'assabenta pel metge de Hannah, el doctor Abendroth, que el virus que els ha infectat ha estat dissenyat intencionadament amb un sistema de seguretat per a evitar l'anàlisi, fet que explica per què es va destruir la consola de Syd. La mort de Hannah va ser inventada per a protegir-la, tot hi trobar-se ara en la fase final de la malaltia, extremadament feble i sagnant per la boca. Abendroth revela a Syd que el virus és una versió modificada d'una malaltia que Hannah va patir amb anterioritat i que està enamorat d'ella, després d'haver tingut mostres de la seva pell empeltades al seu propi braç. A mesura que l'estat de salut de Syd empitjora torna a la Clínica Lucas on rastreja la soca original del virus que Derek va vendre a una empresa rival, Vole & Tesser, i que van patentar un cop modificada.

## Producció
Cronenberg va afirmar que la idea de la pel·lícula va néixer arran d'una infecció viral que va tenir una vegada, durant un somni febril: «estava delirant i m'obsessionava amb el caràcter físic de la malaltia pel fet que hi havia alguna cosa al meu cos i a les meves cèl·lules que provenia del cos d'una altra persona, i vaig començar a pensar que hi havia una intimitat estranya en aquesta connexió. La cultura de les celebritats està completament obsessionada amb el cos, amb qui té més cel·lulitis o fongs als peus. La cultura de les celebritats fetitxitza completament el cos i, per tant, vaig pensar que la pel·lícula també hauria de fetitxitzar el cos d'una manera grotesca».
La concepció definitiva va tenir-la en veure una entrevista que Sarah Michelle Gellar va fer a Jimmy Kimmel Live!. Allò que més el va impactar va ser quan «va dir que estava malalta i que si esternudava contagiava a tot el públic, i tothom va començar a animar-la». El rodatge va tenir lloc a Hamilton i a Toronto.